# Algue coralligène

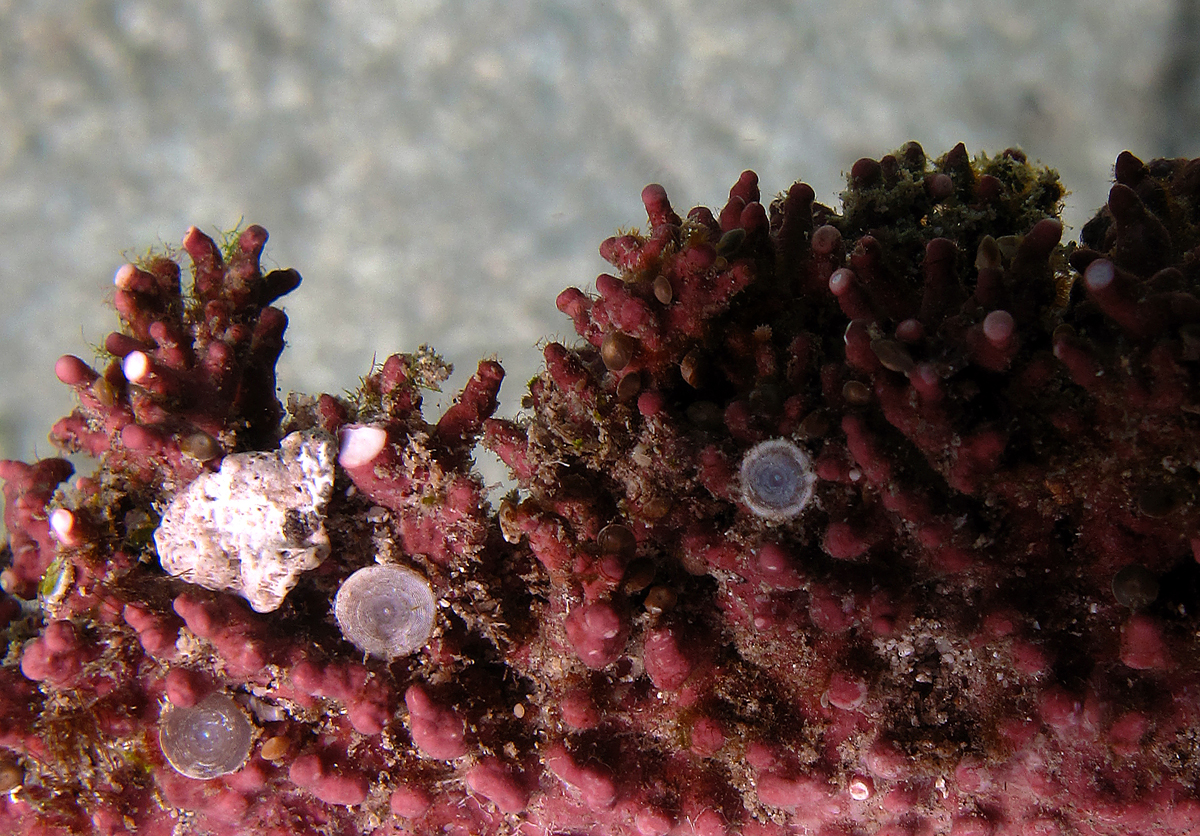
Colonie de Lithothamnion sp., exemple d'algue coralligène rouge.

Les algues coralligènes sont des algues capables de construire des structures calcaires, par superposition d'encroûtements ou par accumulation de dépôts. En association avec d'autres espèces animales à squelette calcaire (éponges, gorgones, etc.) elles forment des récifs coralligène, comparables aux récifs coralliens. Après l'herbier de posidonies, ces importantes bioconstructions forment le second écosystème majeur méditerranéen : le coralligène.

## Liste d'espèces
- Lithophyllum cabiochae dont le thalle peut atteindre 20 à 25 cm de diamètre, forme des lames cassantes de couleur violette.
- Mesophyllum expansum
- Mesophyllum lichenoïdes est formée d'un thalle foliacé et mince de teinte rose plus ou moins violacée.
- Peyssonnelia rosa marina possède un thalle globuleux qui s'enroule sur lui-même. L'algue a un diamètre de 4 à 8 cm et une couleur rouge brique.
- Halimeda tuna est une algue verte siphonée et légèrement calcifiée.
- Flabellia petiolata est également une algue verte siphonée. Elle forme une feuille plus ou moins découpée.
- Mesophyllum lichenoide
- Lithophyllum frondosum